# Михайлюк Галина Олегівна
Галина Олегівна Михайлюк (нар. 14 червня 1987, Київ) — народний депутат України IX скликання від партії «Слуга народу», заступник голови Комітету Верховної Ради з питань правоохоронної діяльності, співголова депутатських груп ВРУ з міжпарламентських зв'язків з Японією, Австралією, Новою Зеландією та Королівством Норвегія.
Представник Президента України у Верховній Раді України (з 20 грудня 2023 року). Доктор юридичних наук (2018), правознавець.
Радник з питань підготовки законів Консультативної місії Європейського Союзу в Україні (2015—2019), гостьовий лектор Університету Арканзасу (США), професор Національного університету «Києво-Могилянська академія» (2012—2022), доцент Українського вільного університету в Мюнхені.

## Навчання
- 2004—2009 — Одеська юридична академія, магістр права (диплом із відзнакою).
- 2005—2010 — Одеський економічний університет, магістр економіки (диплом із відзнакою).
- 2010—2012 — Йоркський університет, Велика Британія[6], магістр міжнародного корпоративного та комерційного права (LLM).
- 2012 — захистила дисертацію на здобуття ступеня кандидата юридичних наук на тему «Цивільно-правове регулювання нетрадиційних банківських операцій та послуг» (спеціальність 12.00.03 — цивільне право і цивільний процес; сімейне право; міжнародне приватне право) в Національному університеті «Одеська юридична академія».
- 2018 — захистила дисертацію на здобуття ступеня доктора юридичних наук на тему «Модернізація цивільно-правового регулювання комерційних позначень в Європейському Союзі та Україні» (спеціальність 12.00.03 — цивільне право і цивільний процес; сімейне право; міжнародне приватне право) в Науково-дослідному інституті приватного права і підприємництва ім. Бурчака Національної академії правових наук України.
- березень 2019 — отримала звання доцента[7].
- серпень 2023 —отримала вчене звання професора.[8]

## Професійна та наукова діяльність
2013—2014 — консультант, старший консультант відділу європейського права та міжнародної інтеграції Інституту законодавства Верховної Ради України, Київ.
2012—2022 — професор за сумісництвом на кафедрі міжнародного та європейського права Національного університету «Києво-Могилянська академія», Київ.
2015—2019 — радник з питань підготовки законів Консультативної місії ЄС в Україні. Керівник проектів «Поліпшення законодавчих можливостей у сфері реформування сектору цивільної безпеки у Верховній Раді України за допомогою кращих практик ЄС» та «Посилення ролі Верховної Ради України в покращенні регуляторної політики шляхом постоцінювання впливу законодавства».
З 2013 року є доцентом факультету державних та економічних наук Українського вільного університету (УВУ), Мюнхен (Німеччина).
2016 — гостьовий лектор Університету Арканзасу, штат Арканзас.
З 2018 року працює за сумісництвом провідним науковим співробітником відділу з питань захисту прав інтелектуальної власності Науково-дослідного інституту інтелектуальної власності Національної академії правових наук України.
Член спеціалізованої вченої ради із захисту кандидатських дисертацій Науково-дослідного інституту інтелектуальної власності Національної академії правових наук України.
Член редакційної колегії журналу «Теорія і практика інтелектуальної власності» Науково-дослідного інституту інтелектуальної власності Національної академії правових наук України.

## Політична кар'єра
- Народний депутат України IX скликання від партії «Слуга народу».
- Заступник голови Комітету Верховної Ради з питань правоохоронної діяльності[9].
- Член делегації ВРУ в Парламентській асамблеї НАТО.
- Співголова Депутатських груп ВРУ з міжпарламентських зв'язків з Японією, Австралією, Новою Зеландією, Королівством Норвегія, заступник Голів Депутатських груп ВРУ з міжпарламентських зв'язків із США, Великою Британією, Канадою та Марокко.
- Член Комісії з питань правової реформи при Президентові України.

20 грудня 2023 року призначена представником Президента України у Верховній Раді України.
У лютому 2024 року обрана Співголовою Жіночої парламентської мережі у сфері оборони, безпеки та миру, створеної за підтримки Парламентського центру Канади, де очолює міжпарламентське співробітництво країн північної півкулі.
З січня 2025 року є членом Виконавчого комітету організації "Parliamentarians for Global Action".

## Нагороди і звання
- Заслужений юрист України (23 серпня 2021)[13]

## Наукові праці
Галина Михайлюк є автором понад 90 наукових публікацій[джерело?]. Основні наукові праці:
- Право Європейського Союзу з комерційних позначень. К., 2016; 2017;
- The Legal Analysis of Using Trade Marks as Keywords in Advertising through the Internet // Wissenschaftliches Sammel- werk der Ukrainischen Freien Universität. 2016. Bd. 21;
- Судова практика ЄС у сфері ІТ: окремі категорії справ // ІТ-право: теорія та практика. О., 2017;
- Implementation of Constitutional Reform on Judiciary in Ukraine on its way towards European Integration // Journal of Contemporary European Research (Scopus). 2018. Vol. 14.
- Judicial Control over Arbitration in Ukraine. (Chapter 22), in Larry diMatteo, Marta Infantino, Nathalie Potin (eds.), The Cambridge Handbook of Judicial Control over Judicial Awards, Cambridge, CUP, 2021.P. 350—371.
- Larry Di Matteo, Galyna Mykhailiuk. Advancing the Rule of Law: Creating and Independent and Competent Judiciary. The Italian Law Journal. Vol. 07 — No. 01, 2021. P. 61 — 95.
- Galyna Mykhailiuk, Larry DiMatteo. Creating a Comprehensive Peaceful Assembly Law for Ukraine: Idea and Ideal. New Perspectives: Interdisciplinary Journal of Central & East European Politics and International Relations. Issue 29(1), 2021. P. 45 — 68.
- Mykhailiuk G., Rustamzade A., Bakhishov A. Digitalization of Financial Services and Challenges of Adaptation of Control. Financial and Credit Activities: Problems of Theory and Practice. № 3(38), 2021. P. 46 — 55.